# شماره یک (ترانه)
«شماره یک» (به انگلیسی: The 1) ترانه‌ای از خواننده-ترانه‌سرای آمریکایی تیلور سوئیفت از هشتمین آلبوم استودیویی‌اش، فولکلور است. ترانه توسط سوئیفت به همراه آرون دسنر نوشته شده‌است که توسط ریپابلیک رکوردز منتشر شد. به عنوان آهنگ آغازین آلبوم " شماره یک" یک ساز و برگ با صدای کم است که با سازهای الکترونیکی و پاپ ایندی پاپ پخش می‌شود و رقص آهسته را نشان می‌دهد. این ترانه از دیدگاه یکی از دوستان سوئیفت نوشته شده‌است، و با لحنی غم‌انگیز اما شوخ طبعانه، با استفاده از تعداد زیادی خط یک نفره، رویکرد مثبت تازه متولد شده راوی به زندگی و عاشقانه‌های گذشته را توصیف می‌کند.
پس از انتشار، «شماره یک» نظرات مثبتی از منتقدان موسیقی دریافت کرد، آنها از طبیعت محروم و شعرهای لطیف آن تمجید کردند. این آهنگ با ۴٫۱۷۵ میلیون پخش در شماره یک در نمودار اسپاتیفای ایالات متحده آغاز به کار کرد و تبدیل به بزرگترین اولین آهنگ توسط یک هنرمند زن در تاریخ این پلتفرم و دومین آهنگ برتر سال ۲۰۲۰ در جهان با ۷٫۴۲۰ میلیون پخش شد، تنها پشت «ژاکت کش باف پشمی» - تک آهنگ فولکلور.
در بیلبورد داغ ۱۰۰، «شماره یک» به شماره چهار رسید، سویفت با ترک‌های «ژاکت کش باف پشمی» در رتبه یک و «تبعید» در شماره شش در همان هفته، اولین بار در تاریخ بود که به‌طور همزمان سه آهنگ در شش آهنگ برتر جدول ظاهر شد. در جای دیگر، این آهنگ به رتبه‌های یک رسید، و در داخل پنج تک آهنگ برتر در استرالیا، مالزی و سنگاپور و ده تک آهنگ برتر در کانادا، ایرلند، نیوزیلند و انگلستان وارد شد.